# Til Death Do Us Apart
Til Death Do Us Apart är death metal-bandet Degradeads debutalbum som gavs ut av Dockyard 1 2008. Skivan spelades in i In Flames studio i Göteborg under hösten 2007. Producent för albumet är Björn Gelotte, och medproducenter är Jesper Strömblad och Daniel Svensson.

## Låtlista
1. "Genetic Waste" - 3:50
2. "Take Control" - 3:36
3. "Burned" - 3:34
4. "Pass Away" - 4:40
5. "Relations to the Humanity" - 4:07
6. "The Bloodchain" - 3:33
7. "The Fallen" - 4:14
8. "Day of the Dead" - 3:36
9. "Resemblace of the Past" - 4:39
10. "Reborn" - 3:01
11. "Til Death Do Us Apart" - 2:16

## Banduppsättning
- Mikael Sehlin - sång
- Anders Nyström - gitarr
- David Szücs - gitarr
- Michel Bärzén - bas
- Kenneth Helgesson - trummor